# Palmeras (álbum de India Martínez)
Palmeras es el octavo álbum de estudio de la cantante India Martínez. Un álbum que salió a la venta el 25 de octubre de 2019, y que ha creado mucha expectación, convirtiéndolo en número 4 a él, y a las dos primeras canciones, La gitana y conmigo.
Cuando salió el álbum hizo dos showcase en Córdoba y en Madrid, asistiendo mucha gente para ver a la artista. Ahora mismo se encuentra promocionando su álbum por todos los escenarios de España y parte de América Latina, dentro del denominado Palmeras Tour.

## Sencillos
El primer sencillo del álbum, La gitana, fue publicado en mayo de 2019. La canción se convirtió n°1 en Itunes, y cuenta con un videoclip grabado en el barrio las palmeras, ciudad de Córdoba.
El segundo sencillo del álbum Conmigo, salió en octubre de 2019. Cuenta con un videoclip que ya tiene más de un millón de reproducciones.

## Canciones del disco
| N.º | Título                                 | Duración |  |
| 1.  | «La Gitana»                            | 3:08     |  |
| 2.  | «Conmigo»                              | 3:26     |  |
| 3.  | «Pose Natural»                         | 2:57     |  |
| 4.  | «Convénceme»                           | 3:48     |  |
| 5.  | «Besos Escondídos (feat. Pedro Capó)»  | 2:42     |  |
| 6.  | «A mí no me hables»                    | 3:21     |  |
| 7.  | «El Aire y el Baile»                   | 4:13     |  |
| 8.  | «El Aire»                              | 1:19     |  |
| 9.  | «Palmeras (feat. Orishas)»             | 3:26     |  |
| 10. | «Valiente Cobarde»                     | 3:01     |  |
| 11. | «Tus Ojos»                             | 1:06     |  |
| 12. | «Cielo y Tierra (feat. Vicente Amigo)» | 3:44     |  |
| 13. | «En el Patio»                          | 1:30     |  |

## Posicionamiento

### Semanales
| País/Continente | Ranking         | Primera semana | Posición de ingreso | Mejor posición | Semanas en la mejor posición | Semanas en el ranking | Última semana |
| --------------- | --------------- | -------------- | ------------------- | -------------- | ---------------------------- | --------------------- | ------------- |
| Europa          |                 |                |                     |                |                              |                       |               |
| España          | Top 100 álbumes | 18/10/2010     | 4                   | 4              | 1                            |                       | Actualmente   |